# 布魯斯鎮區 (密歇根州馬科姆縣)
布魯斯鎮區（英語：Bruce Township）是位於美國密歇根州馬科姆縣的一個行政鎮區。

## 地方資料
布魯斯鎮區的面積為96.20平方千米，當中陸地面積為95.20平方千米，而水域面積為1.00平方千米。根據2020年美國人口普查的數據，當地共有人口9324人，而人口密度為每平方千米96.92人。